# أنكاثي ناري
أنكاثي ناري (الاسم العلمي:Ancathia igniaria) هو النوع النباتي الوحيد الذي يتبع جنس الأنكاثي من فصيلة النجمية.